# Talschwarzwald zwischen Bühlertal und Forbach
Das FFH-Gebiet Talschwarzwald zwischen Bühlertal und Forbach (Schutzgebietskennung DE-7315-311) entstand 2015 durch die Zusammenlegung der zwei bereits bestehenden FFH-Gebiete Nördlicher Talschwarzwald um Bühlertal sowie Wiesen, Moore und Heiden bei Forbach im deutschen Bundesland Baden-Württemberg. Diese ehemaligen Gebiete wurden bereits im Jahr 2005 durch das Regierungspräsidium Karlsruhe nach der Richtlinie 92/43/EWG (Fauna-Flora-Habitat-Richtlinie) angemeldet. Mit Verordnung des Regierungspräsidiums Karlsruhe zur Festlegung der Gebiete von gemeinschaftlicher Bedeutung vom 12. Oktober 2018 wurde das Gebiet festgelegt.

## Lage
Das 1157,3 Hektar große Schutzgebiet gehört zu den Naturräumen 151-Grindenschwarzwald und Enzhöhen und 152-Nördlicher Talschwarzwald innerhalb der naturräumlichen Haupteinheit 15-Schwarzwald.
Es besteht aus zahlreichen Teilgebieten und liegt auf der Markung von fünf Städten und Gemeinden:
- Baden-Baden: 23,146 ha = 2 %
- Bühl: 486,0664 ha = 42 %
- Bühlertal: 104,157 ha = 9 %
- Forbach: 497,6394 ha = 43 %
- Ottersweier: 46,292 ha = 4 %

## Beschreibung und Schutzzweck
Es handelt sich um ein Gebiet mit großer Vielfalt charakteristischer Lebensraumtypen des Nordschwarzwaldes: relativ naturnahe Mischwälder und Eichenwälder, Block(Schutt-)Halden und Felskomplexe, Wiesentälern, artenreiche Borstgrasrasen und Bergmähwiesen, Grindenflächen und Karsee mit Vermoorung.

### Lebensraumklassen
(allgemeine Merkmale des Gebiets) (prozentualer Anteil der Gesamtfläche)
Angaben gemäß Standard-Datenbogen aus dem Amtsblatt der Europäischen Union
|                                                    |                                                    |  |      |      |
| N07 – Moore, Sümpfe, Uferbewuchs                   | N07 – Moore, Sümpfe, Uferbewuchs                   |  | 1 %  | 1 %  |
| N08 – Heide, Gestrüpp, Macchia, Garrigue, Phrygana | N08 – Heide, Gestrüpp, Macchia, Garrigue, Phrygana |  | 1 %  | 1 %  |
| N10 – Feuchtes und mesophiles Grünland             | N10 – Feuchtes und mesophiles Grünland             |  | 18 % | 18 % |
| N16 – Laubwald                                     | N16 – Laubwald                                     |  | 15 % | 15 % |
| N17 – Nadelwald                                    | N17 – Nadelwald                                    |  | 32 % | 32 % |
| N19 – Mischwald                                    | N19 – Mischwald                                    |  | 30 % | 30 % |
| N21 – Nicht-Waldgebiete mit hölzernen Pflanzen     | N21 – Nicht-Waldgebiete mit hölzernen Pflanzen     |  | 2 %  | 2 %  |
| N23 – Sonstiges                                    | N23 – Sonstiges                                    |  | 1 %  | 1 %  |
|                                                    |                                                    |  |      |      |

### Lebensraumtypen
Gemäß Anlage 1 der Verordnung des Regierungspräsidiums Karlsruhe zur Festlegung der Gebiete von gemeinschaftlicher Bedeutung (FFH-Verordnung) vom 12. Oktober 2018 kommen folgende Lebensraumtypen nach Anhang I der FFH-Richtlinie im Gebiet vor:
| EU Code | Lebensraumtyp (offizielle Bezeichnung)                                                                          | Kurzbezeichnung                              | Hektar |
| ------- | --- | -------------------------------------------- | ------ |
| 3160    | Dystrophe Seen und Teiche                                                                                       | Dystrophe Seen                               | 1,20   |
| 3260    | Flüsse der planaren bis montanen Stufe mit Vegetation des Ranunculion fluitantis und des Callitricho-Batrachion | Fließgewässer mit flutender Wasservegetation | 0,05   |
| 4030    | Trockene europäische Heiden                                                                                     | Trockene Heiden                              | 4,00   |
| 6230    | Artenreiche montane Borstgrasrasen (und submontan auf dem europäischen Festland) auf Silikatböden               | Artenreiche Borstgrasrasen                   | 16,10  |
| 6410    | Pfeifengraswiesen auf kalkreichem Boden, torfigen und tonig-schluffigen Böden (Molinion caeruleae)              | Pfeifengraswiesen                            | 0,50   |
| 6430    | Feuchte Hochstaudenfluren der planaren und montanen bis alpinen Stufe                                           | Feuchte Hochstaudenfluren                    | 3,00   |
| 6510    | Magere Flachland-Mähwiesen (Alopecurus pratensis, Sanguisorbaofficinalis)                                       | Magere Flachland-Mähwiesen                   | 75,50  |
| 6520    | Berg-Mähwiesen                                                                                                  | Berg-Mähwiesen                               | 32,00  |
| 7110    | Lebende Hochmoore                                                                                               | Naturnahe Hochmoore                          | 0,01   |
| 7140    | Übergangs- und Schwingrasenmoore                                                                                | Übergangs- und Schwingrasenmoore             | 0,08   |
| 7150    | Torfmoor-Schlenken (Rhynchosporion)                                                                             | Torfmoor-Schlenken                           | 0,10   |
| 8150    | Kieselhaltige Schutthalden der Berglagen Mitteleuropas                                                          | Silikatschutthalden                          | 0,50   |
| 8220    | Silikatfelsen mit Felsspaltenvegetation                                                                         | Silikatfelsen mit Felsspaltenvegetation      | 0,51   |
| 8230    | Silikatfelsen mit Pioniervegetation desSedo-Scleranthion oder des Sedo albi-Veronicion dillenii                 | Pionierrasen auf Silikatfelskuppen           | 2,10   |
| 9110    | Hainsimsen-Buchenwald (Luzulo-Fagetum)                                                                          | Hainsimsen-Buchenwald                        | 43,00  |
| 9130    | Waldmeister-Buchenwald (Asperulo-Fagetum)                                                                       | Waldmeister-Buchenwald                       | 2,20   |
| 9180    | Schlucht- und Hangmischwälder Tilio-Acerion                                                                     | Schlucht- und Hangmischwälder                | 4,60   |
| 9410    | Montane bis alpine bodensaure Fichtenwälder (Vaccinio-Piceetea)                                                 | Bodensaure Nadelwälder                       | 14,20  |
| 91D0    | Moorwälder | Moorwälder                                   | 26,40  |
| 91E0    | Auenwälder mit Alnus glutinosa und Fraxinus excelsior (Alno-Padion, Alnionincanae, Salicion albae)              | Auenwälder mit Erle, Esche, Weide            | 7,30   |

### Zusammenhängende Schutzgebiete
Das FFH-Gebiet besteht aus zahlreichen Teilgebieten, es überschneidet sich mit mehreren Landschaftsschutzgebieten und liegt vollständig im Naturpark Schwarzwald Mitte/Nord. Teile des Gebiets liegen im Vogelschutzgebiet Nordschwarzwald. Ein Teilbereich liegt im Nationalpark Schwarzwald, nämlich das 2014 im Nationalpark aufgegangene ehemalige Naturschutzgebiet am Hohen Ochsenkopf. Zum FFH-Gebiet gehört auch das Naturdenkmal Herrenwieser See.